# لوسيو فابري
لوسيو فابري (بالإيطالية: Lucio Fabbri)‏ هو ملحن إيطالي، ولد في 25 مارس 1955 في كريما في إيطاليا.

## وصلات خارجية
- لوسيو فابري على موقع IMDb (الإنجليزية)
- لوسيو فابري على موقع ميوزك برينز (الإنجليزية)
- لوسيو فابري على موقع أول ميوزيك (الإنجليزية)
- لوسيو فابري على موقع ديسكوغز (الإنجليزية)